# Giuseppe Accardi
Giuseppe Accardi (Palermo, 7 marzo 1964) è un procuratore sportivo ed ex calciatore italiano, di ruolo difensore.
Ha indossato quindici maglie di squadre diverse in sedici anni di carriera.

## Caratteristiche tecniche
Giocava da terzino o da mediano.

## Carriera
Conta 29 presenze in Serie A con la maglia della Reggiana, nella stagione 1993-1994.
Cresciuto nel Palermo, ha inoltre giocato in Serie B con le maglie di Campobasso, Licata, Reggiana e Venezia, per totali 101 presenze e 4 reti. Ha conquistato la promozione in Serie A con la Reggiana nella stagione 1992-1993. Lasciato il calcio italiano andò a giocare per un'ultima stagione in Indonesia, con la maglia del Pelita Jaya. Tale società gli concesse un ricco ingaggio, una casa lussuosa e una limousine con autista per recarsi al campo di allenamento.
Successivamente al ritiro ha iniziato una nuova avventura come procuratore di calciatori.

## Palmarès
- Campionato italiano Serie C2: 1

Alessandria: 1990-1991 (girone A)
- Campionato italiano di Serie B: 1

Reggiana: 1992-1993